# ادمون مايلز
ادمون مايلز (بالإنجليزية: Edmond Miles)‏ هو لاعب كرة قدم أمريكية أمريكي، ولد في 6 يوليو 1984 في تالاهاسي في الولايات المتحدة.

## وصلات خارجية
- ادمون مايلز على موقع مرجع كرة القدم المحترفة.كوم (الإنجليزية)